# Paracontias milloti
Paracontias milloti là một loài thằn lằn trong họ Scincidae. Loài này được Angel mô tả khoa học đầu tiên năm 1949.

## Hình ảnh

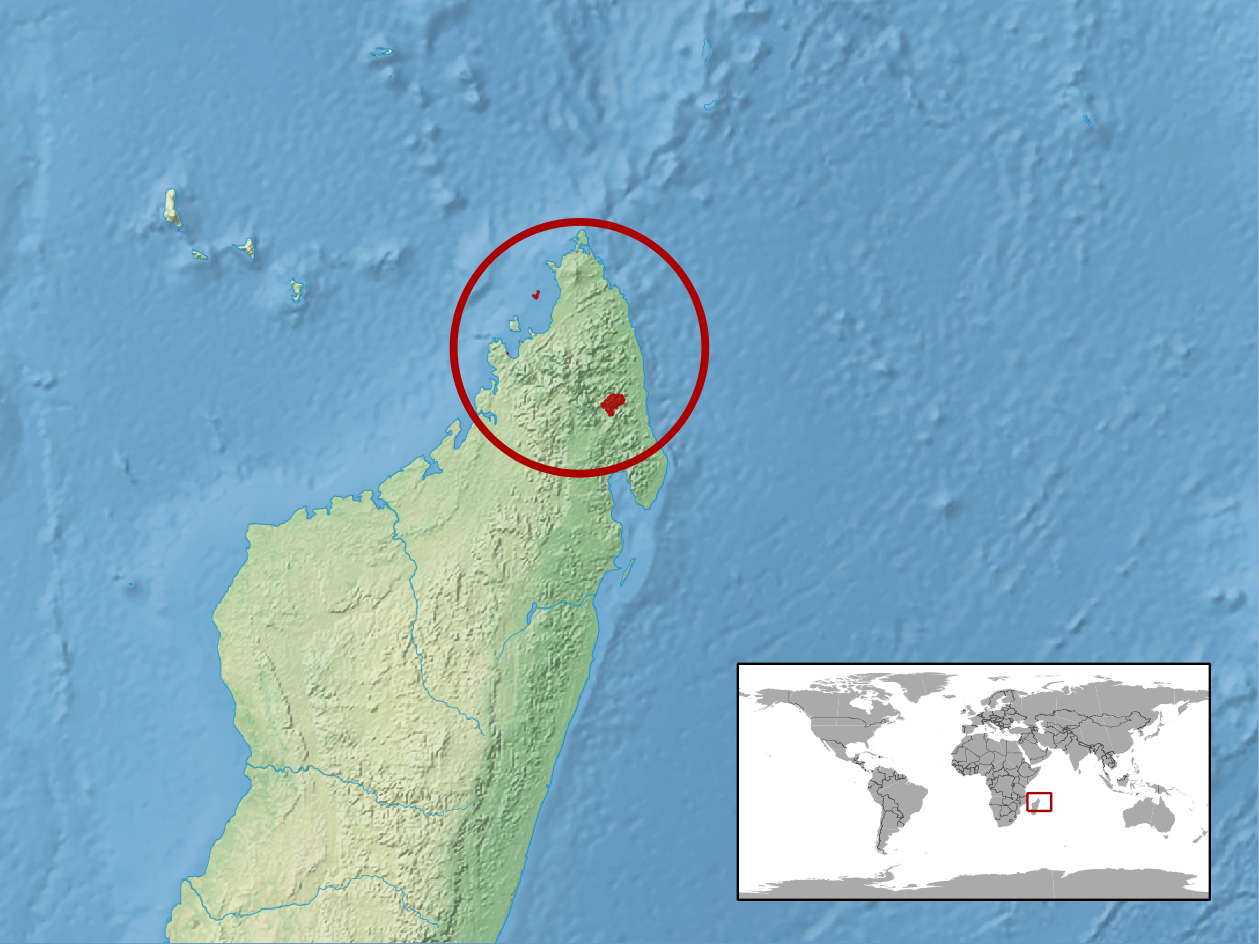